# Narratieve psychologie
Narratieve psychologie is een vorm van psychologie die zich bezighoudt met wat de mens over zichzelf vertelt. 'Narratief' komt van het Latijnse woord narratio ('verhaal'). De narratieve psychologie bouwt op de veronderstelling dat mensen hun identiteit construeren door het vertellen van verhalen over zichzelf en over wat hen overkomt. Narratieve psychologie wordt wel gebruikt bij psychotherapie, maar ook door leerkrachten in onderwijsontwikkeling of in arbeid en organisatie.

## Overzicht
De narratieve psychologie onderzoekt hoe mensen door het vertellen van hun verhaal en daarover te reflecteren zichzelf kunnen helpen ontwikkelen. Met name het ordenen van emotioneel geladen gebeurtenissen tot een samenhangend verhaal wordt geacht een genezende werking te hebben. Die verhalen worden niet alleen verteld, maar bijvoorbeeld bij psychotherapie ook bewerkt om er een nieuwe wending aan te geven.
Volgens de narratieve psychologie gebeurt het menselijk denken, interpreteren, voorstellingen maken, en het maken van morele keuzes in verhaalstructuren. Mensen zouden zin en betekenis ontlenen aan het doorgeven van hun belevenissen in de vorm van vertellingen. Afzonderlijke gebeurtenissen worden echter niet vanzelfsprekend als verbonden bezien. De verbindingen en opeenvolgingen krijgen in een zogenaamd 'proces van narrativering' vanuit het subject een eigen vorm.
Het uitgangspunt voor dergelijke verhalen is echter niet het geheel van feitelijkheden en het geloof eraan dat het werkelijk zo was. De narratieve psychologie beziet het vertelde subject als ingebed in tijd en ruimte. Bijzondere aandacht gaat uit naar de wijze waarbij de eigen identiteit wordt geconstrueerd. De vertellingen vormen een poging vanuit het heden om een coherent betoog te houden dat bestemd is voor de toehoorders maar ook voor de verteller zelf. Door zijn verhaal probeert de verteller de gebeurtenissen te ordenen en in het heden te plaatsen, zodat hij kan anticiperen op de toekomst.

## Uitwerking
Bij een uitwerking van narratieve psychologie in psychotherapie kunnen bijvoorbeeld vier vragen centraal geplaatst worden, die aan te duiden zijn met de vier w's: wie, waar, wanneer en wat.
- De wie-vraag richt zich op de personages in het verhaal
- De waar-vraag richt zich op specifieke omgeving, waarin het verhaal zich afspeelt
- De wanneer-vraag richt zich op betreffende periode in iemands leven
- De wat-vraag richt zich op de gebeurtenissen die de plot zijn betekenis geven

Deze traditionele elementen uit de verhaalanalyse kunnen in psychotherapie worden toegepast in eerste instantie om het verhaal van de persoon in kaart te brengen, en later om de persoon vanuit verschillende posities naar zichzelf te laten kijken.
Het narratieve model is sinds de jaren 1980 sterk in opkomst. De narratieve psychologie heeft zich echter niet ontwikkeld als een aparte stroming binnen de psychologie, maar er is binnen allerlei stromingen aandacht gekomen voor het verhaal als grondstructuur in het proces van betekenisverlening.